# Pascal Köpke
Pascal Köpke (Hanau, 1995. szeptember 3. –) német utánpótlás válogatott labdarúgó, aki jelenleg az 1. FC Nürnberg játékosa.

## Pályafutása

### Klubcsapatban
Pályafutását a ASV Herzogenaurach, az 1. FC Herzogenaurach és az 1. FC Nürnberg akadémiáján nevelkedett. Profi játékos viszont az SpVgg Unterhaching együttesénél lett. 2013. november 9-én debütált az első csapatban a harmadosztályban a VfB Stuttgart II csapata elleni bajnokin, ezen a mérkőzésén megszerezte első gólját is. 2015 júliusában aláírt a Karlsruher SC csapatához. Félévvel később kölcsönben az Erzgebirge Aue-hoz került. 14 bajnoki mérkőzésen szerzett 10 gólt, ennek köszönhetően végleg szerződtették. A 2017-2018-as másodosztályú szezonban 34 bajnokin kapott lehetőséget és tíz gólt szerzett, ezzel az Aue házi gólkirálya lett. 2018 nyarán a Hertha BSC szerződtette. 2020. augusztus végén visszatért az 1. FC Nürnberg csapatához, ahol korábban már a korosztályos csapatokban szerepelt.

### A válogatottban
2015-ben debütált a német U20-as labdarúgó-válogatottban és tagja volt a válogatottnak, amely részt vett a 2015-ös U20-as labdarúgó-világbajnokságon, miután Tim Kleindienst megsérült.

## Családja
Édesapja, Andreas Köpke aki a német labdarúgó-válogatottal három világbajnokságon és két Európa-bajnokságon szerepelt, 1990-ben világbajnoki, 1996-ban pedig Európa-bajnoki címet szerzett.